# Catedral de María Madre de la Iglesia (Mostar)
La Catedral de María Madre de la Iglesia (en croata: Katedrala Marije Majke Crkve u Mostaru) es el nombre que recibe un edificio religioso que está afiliado a la Iglesia Católica y se ubica en la localidad de Mostar. Es una de las cuatro catedrales de esa confesión cristiana en Bosnia y Herzegovina. Es la sede de la diócesis de Mostar-Duvno actualmente dirigida por el obispo Ratko Peric.
La construcción de la nueva catedral en un estilo moderno comenzó en 1974 con las excavaciones para los cimientos . El proyecto se completó en el verano de 1980, en parte debido a los retrasos, cambios en el plan original y defectos arquitectónicos encontrados en la zona del presbiterio. El interior está decorado con vidrieras y mosaicos . Durante la guerra en Bosnia y la iglesia fue dañada en gran medida. Más tarde fue reconstruida en su totalidad.